# Johann Caspar Ferdinand Fischer
Pour les articles homonymes, voir Fischer.
Johann Caspar Ferdinand Fischer (Schönfeld, 6 septembre 1656 – Rastatt, 27 août 1746) est un compositeur allemand. Il ne doit pas être confondu avec Johann Fischer (1646–1720), autre compositeur allemand.

## Biographie
Ses origines sont longtemps restées obscures. Fils de tailleur, il fait ses études à Schlackenwerth, en Bohême, dépendant de la principauté de Saxe-Lauenbourg. Il est possible, mais non prouvé, qu'il ait fait un séjour en France auprès de Lully. En tous les cas, il est un des compositeurs allemands de son temps les plus au fait de la tradition musicale française. Les premières œuvres musicales conservées datent de 1682, et en 1690 il est maître de chapelle de la cour de Saxe-Lauenbourg.
Par suite des troubles de la guerre de la Ligue d'Augsbourg, il entre au service du margrave de Bade, apparenté aux Saxe-Lauenbourg et venu se réfugier dans cette région. Après la paix de Rijswijk  en 1697, celui-ci fait construire une résidence princière inspirée de Versailles, le Château de Rastatt, où Fischer rejoint la Cour vers 1715. Il devient pour le restant de son existence le maître de chapelle de cette cour brillante, très favorable à la musique, et y compose de très nombreuses œuvres, tant religieuses que profanes, dont la majeure partie est aujourd'hui perdue.

## Œuvres
D'après Ernst Ludwig Gerber, dans son Historisch-biographisches Lexikon der Tonkünstler, Fischer 

« était considéré comme l'un des meilleurs clavecinistes de son temps et il était renommé pour faire connaître et diffuser l'art de l'ornementation en Allemagne, ainsi qu'un style parfait d'interprétation sur cet instrument. »

Son œuvre, marquée par la science du contrepoint et la connaissance de la tradition française est de grande qualité : Jean-Sébastien Bach, suivant le témoignage de son fils Carl Philipp Emanuel, l'appréciait hautement et considérait Fischer comme un des meilleurs compositeurs de son temps. Ce qui nous est parvenu de son œuvre en témoigne :
- Plusieurs dizaines d'œuvres sacrées de la première partie de sa carrière en Bohême ;
- Le journal de Printemps, recueil de suites  pour orchestre (1695) ;
- Pièces de clavessin ou Musicalisches Blumen-Büschlein, 8 suites pour le clavecin (1696) ;
- Ariadne musica, 20 préludes et fugues et 5 ricercare pour l'orgue  (1702) ;
- Musikalischer Blumenstrauss, 8 préludes et fugues pour orgue dans les différents tons ecclésiastiques (1732) ;
- Musicalischer Parnassus, 9 suites pour le clavecin, de structure assez libre et nommées d'après les 9 muses (1738).

Le recueil Ariadne Musica est chronologiquement le premier cycle de pièces qui explore systématiquement les tons majeurs et mineurs de la gamme chromatique en évitant seulement ceux qui sonneraient faux dans le tempérament mésotonique en usage à cette époque. Cette tentative précède et inspire Johann Mattheson puis Bach pour ses deux recueils du Clavier bien Tempéré mais celui-ci écrit des cycles complets, comme le lui permet alors un tempérament inégal « bien tempéré » (et non le tempérament égal comme cela a été cru par erreur). Ce tempérament a été mis en évidence tout récemment par Bradley Lehman.

## Discographie sélective
- Pièces de clavecin (florilège) - William Christie (Harmonia Mundi) (OCLC 492467451)
- Musicalisches Blumen-Büschlein - Olga Martynova (2006, Caro Mitis CM 0012006) (OCLC 858522413)
- Musicalischer Parnassus - Mitzi Meyerson (MDG)
- Musicalischer Parnassus - Luc Beauséjour (Naxos) (OCLC 946489771) (suites 1 à 6) et (OCLC 49014496) (suites 7 à 9)
- Intégrale de l'œuvre d'orgue - Serge Schoonbroodt (Aeolus) (OCLC 56625525)
- Musique religieuse - Musica Florea, Marek Štryncl (Supraphon)
- Le Journal du Printemps - L'Orfeo Barockorchester, Michi Gaigg (cpo)